# 偵查不公開
偵查不公開原則是刑事訴訟程序上的原則，要求負責偵查刑事案件的人員（如檢察官）不可以將偵查的程序與內容對外公開，以確保偵查效能，並維護當事人或相關人士權益。偵查不公開，是無罪推定原則的體現。

## 目的
偵查不公開原則是為了兼顧偵查的效能，以及案件當事人或相關人士的權益。偵查不公開蘊含無罪推定原則的要求，也就是在法院確信有罪前的一切刑事訴訟程序，都應該遵守推定被告無罪，以保護被告免於任何有罪預斷。

### 保持國家偵查優勢
偵查階段，國家機關往往擁有資訊優勢，因此可以取得破案先機。保持偵查計畫秘密，可以維護偵查效能，讓犯罪嫌疑人無法事先得知偵查者的規劃，避免犯罪嫌疑人逃亡、湮滅證據或者勾串證人，以保全犯人及證據。

### 維護嫌疑犯的人權
偵查只是刑事程序的開端，尚未經過獨立審判的法院確認。此時，如果偵查者任意公開「破案」訊息，容易透過傳播媒體形成「全民公審」，可能減損被告受無罪推定原則保護的機會。何況，偵查後檢察官仍可能做出不起訴處分，為了維護無辜犯罪嫌疑人的名譽，偵查不應該公開。

### 確保審判獨立
偵查不公開可以避免影響刑事法院法官心證。在設有陪審團制度的國家，也可以保障陪審團有自由裁量的空間。如果偵查機關事前透露案情，可能讓人民相信為真，事後法院若做出無罪判決，也會造成審判者與一般大眾間無謂的對立。

### 保障證人等相關人士
證人等相關人士向偵查機關透露的犯案資訊，可能涉及自身或他人的隱私、名譽乃至有生命風險。在案件正式起訴前，偵查機關應該讓相關人士可以信賴其提供的保護。偵查不公開可以避免證人因為在偵查中作證、指控，遭到不必要的騷擾，鼓勵證人不受限制地提供與犯罪相關的資訊。

## 內涵
偵查不公開原則，也稱為「秘密偵查原則」，可與法院的公開審理原則互相對照。它的內涵包含偵查的程序與內容兩方面的不公開：「偵查程序不公開」與「偵查內容不公開」。如果在偵查期間公開偵查的行動過程、計畫，可能讓犯罪嫌疑人逃逸或是湮滅證據，因此偵查的程序必須不公開。如果尚未結束偵查便公開偵查的內容，可能讓犯罪嫌疑人的名譽在有罪裁判確定前受損。倘若最後檢察官做出不起訴處分，已造成的名譽損害也難以回補。因此，偵查的內容也不應該公開。

## 例外
刑事訴訟上，為了維護被告或犯罪嫌疑人的權益，設辩护人在場權的制度，為偵查不公開原則的例外。
此外，如果是基於重大公共利益目的，也可以例外允許公開部分的偵查內容或程序。例如，涉及社會重大犯罪事件時，偵查者如果將部分內容透露給新聞媒體，可以主張公益阻卻違法。

## 拘束範圍

### 拘束對象
偵查不公開原則只拘束執行刑事偵查的公務員。以中華民國（臺灣）為例，只有檢察官、檢察事務官、司法警察（官）、辯護人或告訴代理人，以及在偵查程序中依法執行職務的人員需要受到偵查不公開原則的拘束。犯罪嫌疑人、被告、新聞記者、一般社會大眾，都不是偵查不公開原則拘束的對象。
犯罪嫌疑人或被告之所以不受拘束，是因為偵查不公開原則有保護他們名譽的目的，倘若他們自行將偵查內容公開，則是自己處分自己的法益，並不需要限制或處罰。臺灣刑事訴訟法學者王兆鵬等人認為，偵查不公開原則還有維護偵查效能的目的，屬於公眾的法益，犯罪嫌疑人或被告沒有處分的權限，所以仍然應該將告訴人、證人、犯罪嫌疑人等案件當事人或相關人士，納入偵查不公開原則拘束的範圍。

### 拘束時間
因為偵查不公開限制了人民言論自由的基本權利，刑事訴訟法學者王兆鵬等人認為，一旦失去不公開的必要，便應該解除偵查不公開原則，以維護言論自由。

## 違犯效果
如果國家追訴機關違反偵查不公開原則，在審判前的階段（例如偵查）過度或不當公開被告的犯罪嫌疑資訊，便是國際人權法上所稱的「審前不當公開資訊」（pre-trial publicity）。
歐洲人權法院經常以「審前不當公開資訊」案型，宣告《歐洲人權公約》的簽約國違反無罪推定原則。

## 各地規定
《公民與政治權利國際公約》的一般性意見書從無罪推定原則導出偵查不公開原則，要求所有政府機關都不應該對審判結果做出預斷（例如：不可以預先發表公開聲明，指稱被告有罪），媒體也應該避免做出會損及無罪推定原則的報導。世界各地對偵查不公開原則訂定的規定，舉例如下：

### 中華民國（臺灣）
中華民國《刑事訴訟法》在1930年代立法之初，就已經明文規定偵查程序不公開的原則，後來陸續增訂辩护人在場權利的例外條款，並將爆料文化、媒體公審情況納入考量。現在於臺灣施行的中華民國《刑事訴訟法》第245條第1項提到：「偵查，不公開之。」被視為偵查不公開原則的明文規定。為了讓偵查不公開原則的內涵更加明確，2012年修正的《刑事訴訟法》也授權行政院會同司法院訂定《偵查不公開作業辦法》。
雖然中華民國有偵查不公開的規定與作業辦法，但仍經常有檢、警、調違反相關規範的情事發生，「規範形同具文」。例如，臺灣媒體經常從檢警處獲得不應公開的消息，甚至警察在執行搜索、逮捕等程序時還讓媒體陪同，雖然法律上規定偵查不公開，「偵查實務上卻變成『偵查公開』原則」。

### 日本
日本《刑事訴訟法》第196條規定，檢察官、司法警察等執行偵查的人員在執行職務時，應該注意不要妨礙偵查地進行，也不應損及犯罪嫌疑人或其他人的名譽。

### 德國
在德國，《德國刑法典》第353d條禁止在未進入訴訟程序，或訴訟程序未終結前，公開刑事訴訟程序中的起訴書等文件，以保障參與訴訟程序者充分提供資訊的權利，並保護被告的人格權。並且，嫌疑人的人格權在傳播媒體上，也應該受到保護。在做出判決前，不允許媒體對犯罪嫌疑人指名道姓或暗示其身分。

## 註腳
1. 1 2 3  王兆鵬等，第572頁.
2. ↑  林鈺雄，第168頁.
3. 1 2 3 4 5  林鈺雄，第86頁.
4. ↑  王兆鵬等 2015，第572頁、第573頁註8; 林鈺雄 2020b，第85-86頁.
5. 1 2  王兆鵬等，第573頁.
6. ↑  林鈺雄，第85頁.
7. ↑  王兆鵬等 2015，第572頁; 林山田 2001，第472-473頁.
8. ↑  林鈺雄，第87頁.
9. ↑  王兆鵬等，第575-578頁.
10. ↑  王兆鵬等，第573-574頁.
11. ↑  王兆鵬等，第578頁.
12. ↑  王兆鵬等，第575頁.
13. ↑  林鈺雄 2020a，第168頁; 林鈺雄 2020b，第86頁.
14. ↑  王兆鵬等，第571頁.
15. ↑  .   [2023-07-22]. （原始内容存档于2023-07-22）.
16. ↑  王兆鵬等，第571-572頁.
17. ↑  林鈺雄 2020a，第168頁; 林鈺雄 2020b，第88頁.
18. ↑  林山田，第473-474頁.
19. ↑  王兆鵬等，第572頁註6.